# Mezquita de Jamkaran
La mezquita Jamkaran (en persa: مسجد جمکران‎) es una de las mezquitas más importantes de la ciudad de Qom, Irán.

## Historia

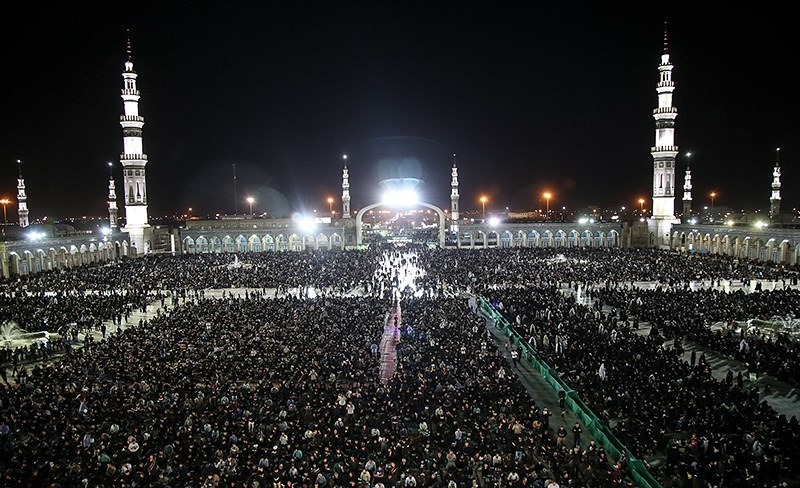
Iraníes observando la Noche del Destino en la Mezquita Jamkaran.

La mezquita, situada seis kilómetros al este de Qom, ha sido un lugar sagrado al menos desde el 17 de ramadán del 373 AH (22 de febrero de 984 d. C.), cuando según la web de la mezquita, un tal Sheikh Hassan ibn Muthlih Jamkarani se encontró con Muhammad al-Mahdi, el duodécimo imán, junto con el profeta Al-Khidr. Estos le dijeron a Jamkarani que el terreno en el que se encontraban era «noble» y que su propietario, Hasan bin Muslim, iba a dejar de cultivarlo y financiar la construcción de una mezquita en él con las ganancias que había acumulado cultivándolo.
Entre 1995 y 2005 se difundió la reputación de la mezquita, y empezaron a visitarla muchos peregrinos, en especial jóvenes. En la parte trasera de la mezquita hay un «pozo de los deseos» donde se cree que el duodécimo imán «tuvo una revelación milagrosa durante un breve momento brillante de comunión amorosa con su Creador». Los peregrinos atan pequeñas cuerdas en un nudo alrededor de las rejillas que cubren el pozo sagrado, esperando que sean recibidas por el imán Mahdi. Cada mañana los custodios cortan las cuerdas del día anterior.
El martes es especialmente popular debido a que se dice que fue el día en el que se produjo la visión, y por tanto el día de la semana en el que el imán escucha las peticiones. La congregación de personas «parece una gran fiesta de maletero en la que los vendedores se establecen en los aparcamientos y las familias en alfombras de picnic, y decenas de miles de personas deambulan por los terrenos como si estuvieran esperando que se produjera un gran evento». A veces más de cien mil peregrinos rezan fuera de la desbordada mezquita la oración de la magrib. De acuerdo con la separation de los sexos, las mujeres están separadas de los hombres en su propia zona especial acordonada y también tienen su propio pozo. También los martes, la cocina de la mezquita proporciona una cena gratis a miles de pobres.

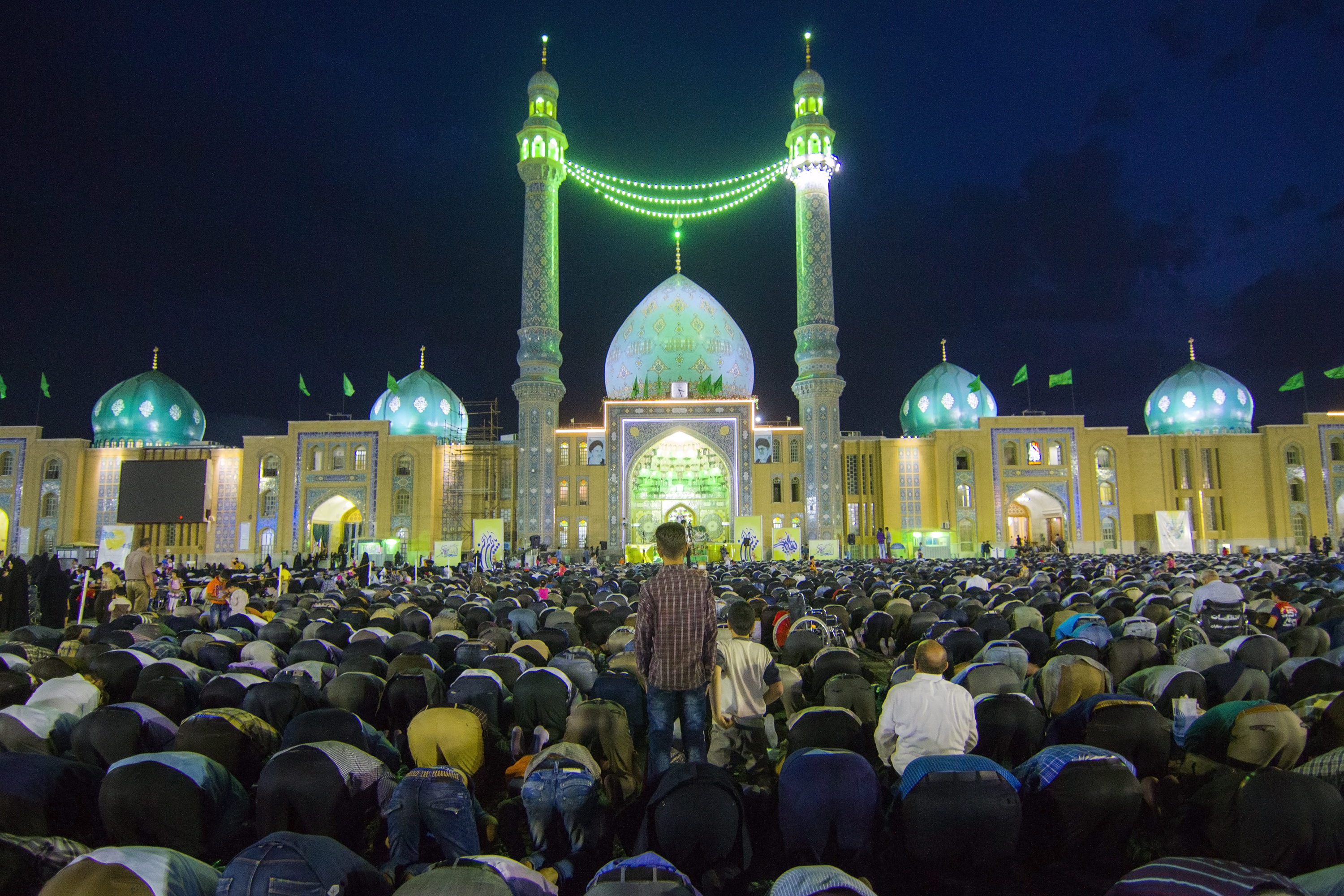
Personas realizando la oración de la magrib en la Mezquita Jamkaran.

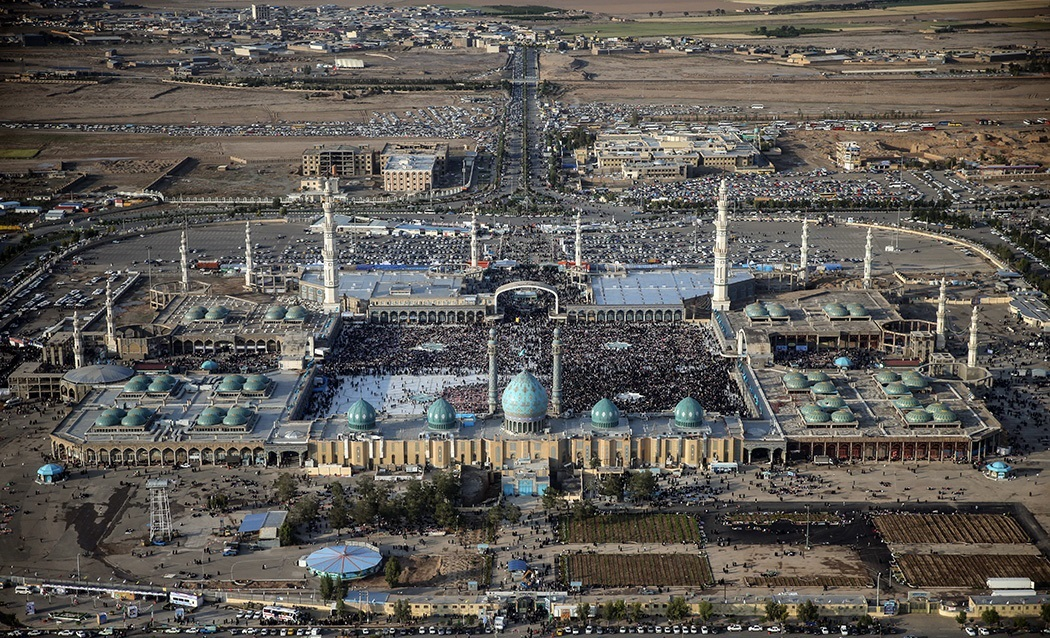
Vista desde arriba de todo el complejo.

Uno de los primeros actos del gobierno del presidente Mahmoud Ahmadinejad fue donar diez millones de libras a la mezquita para financiar el proyecto de convertir «la mezquita Jamkaran, de tamaño normal, en un gran complejo con salas de oración, minaretes, aparcamientos y abluciones». En los últimos años, los supervisores del complejo de Jamkaran se han vuelto sensibles a sus imágenes extranjeras y han restrtingido el acceso de la prensa extranjera a la mezquita principal y al pozo.